# Кімболл (Південна Дакота)
Кімболл (англ. Kimball) — місто (англ. city) в США, в окрузі Брул штату Південна Дакота. Населення — 572 особи (2020).

## Географія
Кімболл розташований за координатами 43°44′49″ пн. ш. 98°57′25″ зх. д. / 43.74694° пн. ш. 98.95694° зх. д. (43.746864, -98.956922).  За даними Бюро перепису населення США в 2010 році місто мало площу 8,00 км², уся площа — суходіл.

## Демографія
Згідно з переписом 2010 року, у місті мешкали 703 особи в 310 домогосподарствах у складі 189 родин. Густота населення становила 88 осіб/км².  Було 369 помешкань (46/км²).
Расовий склад населення:
| - 95,0 % — білих - 3,3 % — корінних американців - 0,3 % — чорних або афроамериканців - 0,3 % — азіатів |

До двох чи більше рас належало 0,7 %. Частка іспаномовних становила 1,1 % від усіх жителів.
За віковим діапазоном населення розподілялося таким чином: 26,6 % — особи молодші 18 років, 54,2 % — особи у віці 18—64 років, 19,2 % — особи у віці 65 років та старші. Медіана віку мешканця становила 43,0 року. На 100 осіб жіночої статі у місті припадало 93,1 чоловіків;  на 100 жінок у віці від 18 років та старших — 88,3 чоловіків також старших 18 років.
Середній дохід на одне домашнє господарство  становив 50 262 долари США (медіана — 42 386), а середній дохід на одну сім'ю — 54 964 долари (медіана — 45 972). Медіана доходів становила 41 319 доларів для чоловіків та 35 000 доларів для жінок. За межею бідності перебувало 9,9 % осіб, у тому числі 13,6 % дітей у віці до 18 років та 16,4 % осіб у віці 65 років та старших.
Цивільне працевлаштоване населення становило 278 осіб. Основні галузі зайнятості: освіта, охорона здоров'я та соціальна допомога — 20,1 %, сільське господарство, лісництво, риболовля — 16,5 %, будівництво — 12,9 %, роздрібна торгівля — 9,4 %.